# Calvisia medorina
Calvisia medorina är en insektsart som beskrevs av Ludwig Redtenbacher 1908. Calvisia medorina ingår i släktet Calvisia och familjen Diapheromeridae. Inga underarter finns listade.